# Allium carmeli
Allium carmeli är en amaryllisväxtart som beskrevs av Pierre Edmond Boissier. Allium carmeli ingår i släktet lökar, och familjen amaryllisväxter. Inga underarter finns listade i Catalogue of Life.

## Bildgalleri

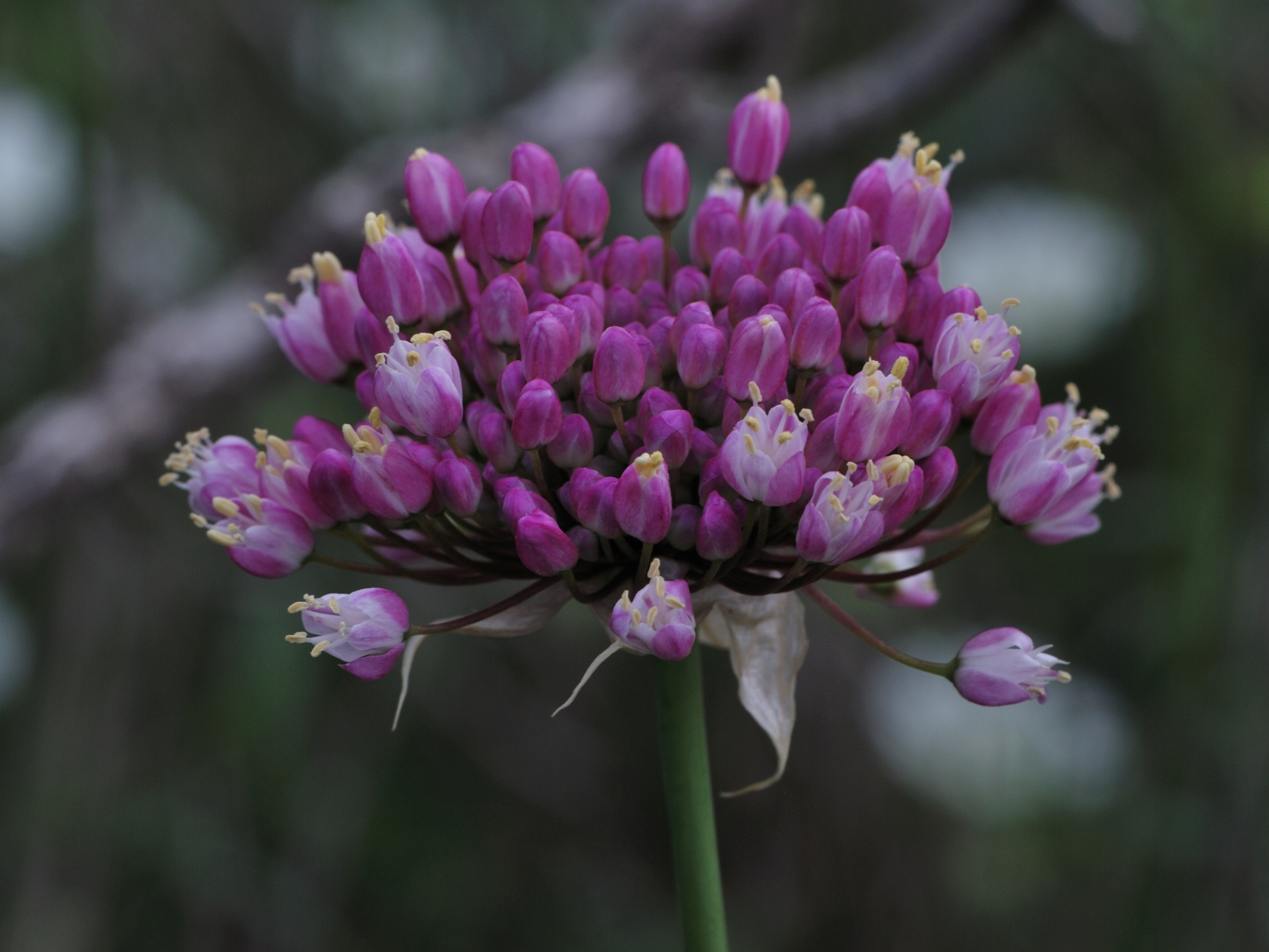